# Luc Orient
Luc Orient es un personaje de historieta de ciencia ficción que vio la luz en el n.º del 17 de enero de 1967 de la revista Tintín. La serie era con guion de Michael Regnier, más conocido como Greg, y con dibujos de Eddy Paape. Las primeras aventuras de Luc Orient ocurren en un planeta Tierra invadido por extraterrestres. Más tarde la acción de los episodios tendrá lugar en otros mundos repletos de naturaleza fantásticas, tecnología avanzada y gran dosis de inventiva por parte de sus creadores. Poco a poco evolucionaría dotando de superpoderes al protagonista. La serie contaba con personajes tipo Flash Gordon, Luc como protagonista deportista y bien parecido, el científico Hugo Kala y su secretaria Lora.

## Trama
La serie narra las aventuras de Luc Orient, un físico de contextura atlética. Luc Orient, el profesor Hugo Kala del laboratorio Eurocristal y su secretaria Lora, comparten varias aventuras relacionadas con extraterrestres y misterios científicos. En el primer ciclo de la serie (volúmenes 1-5), influenciado por Flash Gordon, los protagonistas descubren una nave espacial varada con una tripulación alienígena hibernando; la aparición del profesor Kala trae esperanza a los refugiados, provenientes del planeta Terango (Episodios 1-2). Luego viajan a Terango para oponerse al malvado tirano Sectan, que planea invadir la Tierra (Episodios 3-5). Luc Orient y sus amigos se enfrentan después, en la Tierra (volúmenes 6-11), a amenazas igualmente fantásticas (manipulación genética, pueblos desconocidos, locura colectiva...). Luc y Lora adquieren incluso superpoderes temporales en el episodio 6. El tercer ciclo principal (volúmenes 12-15) gira en torno al éxodo de los Dartz, que pretenden instalarse en Terango.

## Historia
Observando que el género de la ciencia ficción no estaba representado en el Journal de Tintin, su redactor jefe, Greg, pidió a Eddy Paape, un viejo conocido del cómic, que produjera con él una serie en este género. Así nació Luc Orient el 17 de enero de 1967. Inspirándose en Brick Bradford y en artículos científicos de los que extrapolaba, Greg dio a Paape escenarios personalizados, gracias a los cuales pudo dar rienda suelta a su gusto por los encuadres inventivos.
La marcha de Greg a Francia, y luego a los Estados Unidos (1980), marcó el final de la serie. Greg pidió a Gérard Jourd'hui que le sustituyera, pero Eddy Paape terminó solo y completó el álbum Roubak, ultime espoir. El regreso de Greg en 1984 permitió la producción de un decimosexto álbum, Caragal, en el que Luc Orient se vio enfrentado a su mejor amigo Kala, cuya naturaleza fue cambiada por el guionista, con lo que parecía querer acabar con una obra que consideraba demasiado marcada por su época. Una reanudación de la serie en 1994 no tuvo el éxito esperado, lo que llevó a Greg a abandonar Luc Orient. Además, un desacuerdo sobre el argumento de un último álbum, juzgado poco coherente, llevó a que Eddy Paape abandonara la serie. Esta interrupción se convirtió en definitiva con la muerte de Greg en 1999. Esta última historia, titulada Le Mur, quedó por tanto inconclusa (6 planchas dibujadas, 11 guionizadas) y no se publicó hasta 2008, en el último volumen de la serie completa publicada por Le Lombard.
Los álbumes fueron publicados por Éditions du Lombard en Bruselas, y simultáneamente por Dargaud en Francia. Las portadas de los siete primeros álbumes llevan la leyenda «Une histoire du journal Tintin» (lit., Una historia de la revista Tintín).

## Álbumes
Editados en su origen por Le Lombard
1. Le Dragon de Feu (1969)
2. Les Soleils de Glace (1970)
3. Le Maître de Terango (1971)
4. La Planète de l'Angoisse (1972)
5. La Forêt d'Acier (1973)
6. Le Secret des 7 Lumières (1974)
7. Le Cratère aux Sortilèges (1974)
8. La Légion des Anges Maudits (1975)
9. 24 Heures pour la Planète Terre (1975)
10. Le 6ème Continent (1976)
11. La Vallée des Eaux Troubles (1976)
12. La Porte de Cristal (1977)
13. L'Enclume de la Foudre (1978)
14. Le Rivage de la Fureur (1981)
15. Roubak, Ultime Espoir (1984)
16. Caragal (1985)
17. Les Spores de Nulle Part (1990)
18. Rendez-Vous à 20 Heures en Enfer (1994)

## En español

### En España
En álbum
- Roubak última esperanza (Roubak - Ultime espoir), (1990) Ediciones Zinco.

Dentro de Mortadelo Especial
- 24 horas para el planeta Tierra (24 Heures pour la planète Terre). Mortadelo Especial n.º 18, Especial Año 3000 (Editorial Bruguera).
- El sexto continente (Le 6e Continent). Mortadelo Especial n.º 22, Especial Futuro (Editorial Bruguera).
- El enemigo del más allá  (Le Cratère aux sortilèges). Mortadelo Especial n.º 25, Especial  "Suspense" (Editorial Bruguera).
- La puerta de cristal  (La Porte de cristal). Mortadelo Especial n.º 34, Especial El más allá (Editorial Bruguera).
- El secreto de las siete luces (Le Secret des 7 lumières). Mortadelo Especial n.º 37, Especial 4ª Dimensión (Editorial Bruguera).
- El bosque de acero (La Forêt d'acier). Mortadelo Especial n.º 44, Especial Ciencia Ficción (Editorial Bruguera).
- La espuma del rayo (L'Enclume de la foudre).  Mortadelo Especial n.º 60, Especial OVNIS (Editorial Bruguera).

### En Chile
En álbum
- Los dragones de fuego (Les Dragons de feu). Dentro de la colección Biblioteca Mampato Bicentenario de la revista "Mampato" (editorial Lord Cochrane).
- Los soles de hielo (Les Soleils de glace ). Dentro de la colección Biblioteca Mampato Bicentenario de la revista "Mampato" (editorial Lord Cochrane).